# Cyathea bettinae
Cyathea bettinae är en ormbunkeart som beskrevs av Lehnert. Cyathea bettinae ingår i släktet Cyathea och familjen Cyatheaceae. Inga underarter finns listade.